# Timmy lamm
Timmy lamm (originaltitel Timmy Time) är en leranimerad brittisk TV-serie producerad av Aardman Animations och HiT Entertainment. Serien, som är en spinoff från TV-serien Fåret Shaun, började visas i Storbritannien den 11 april 2009 med 26 10-minutersavsnitt.
Serien handlar om lammet Timmy som ska gå till förskolan. 